# When Farmer Met Gryce
When Farmer Met Gryce — студійний альбом трубача Арта Фармера і саксофоніста Джиджі Грайса, випущений у 1955 році лейблом Prestige.

## Опис
Альбом When Farmer Met Gryce трубача Арта Фармера і альт-саксофоніста Джиджі Грайса записаний з двома ритм-секціями: Горасом Сільвером та Фредді Реддом на фортепіано, Персі Гітом і Еддісоном Фармером на контрабасі, та Кенні Кларком і Артуром Тейлором на ударних. Серед композицій найбільше виділяються «Social Call» (одна з найбільш відомих композицій Грайса), «Capri», «A Night at Tony's» і «Blue Concept».

## Список композицій
1. «A Night at Tony's» (Джиджі Грайс) — 5:06
2. «Blue Concept» (Джиджі Грайс) — 4:56
3. «Stupendous-Lee» (Арт Фармер) — 5:47
4. «Deltitnu» (Джиджі Грайс) — 4:18
5. «Capri» (Джиджі Грайс) — 5:01
6. «Blue Lights» (Джиджі Грайс) — 5:19
7. «The Infant's Song» (Арт Фармер) — 5:15
8. «Social Call» (Джиджі Грайс) — 6:04

## Учасники запису
- Арт Фармер — труба
- Джиджі Грайс — альт-саксофон
- Горас Сільвер (1—4), Фредді Редд (5—8) — фортепіано
- Персі Гіт (1—4), Еддісон Фармер (5—8) — контрабас
- Кенні Кларк (1—4), Арт Тейлор (5—8) — ударні

Технічний персонал
- Боб Вейнсток — продюсер
- Руді Ван Гелдер — інженер звукозапису
- Есмонд Едвардс, Рід Майлз — обкладинка
- Айра Гітлер — текст до платівки